# John Yoo
John Choon Yoo (né en 1967 à Séoul) est l'ancien assistant du juge Clarence Thomas, professeur de droit à Berkeley. Il est membre du Council on Foreign Relations, de la Federalist Society et chercheur à l’American Enterprise Institute. 
Ancien conseiller de John Ashcroft au département de la Justice des États-Unis (2001-2003), il est corédacteur des mémos de la torture, demandant que la Convention de Genève ne soit pas appliquée aux combattants illégaux fait prisonniers lors de la guerre contre le terrorisme. La vision étendue de Yoo sur la théorie de l'exécutif unitaire a conduit à une relation étroite avec le bureau du vice-président Dick Cheney.

## Mémos sur la torture
Dans ce qui était connu sous le nom de mémo Bybee, Yoo affirmait que l'autorité exécutive en temps de guerre autorisait le waterboarding et d'autres formes de torture, appelées par euphémisme "techniques d'interrogatoire améliorées". Les mémos de Yoo définissent étroitement la torture et les obligations américaines d'habeas corpus. Ils ont autorisé ce qu'on a appelé les "techniques d'interrogatoire améliorées" et les ont transmises à la CIA. Yoo a fait valoir dans son avis juridique que le président n'était pas lié par la loi américaine sur les crimes de guerre de 1996. Les avis juridiques de Yoo n'étaient pas partagés par tout le monde au sein de l'administration Bush. Le secrétaire d'État Colin Powell s'est fermement opposé à ce qu'il considérait comme une invalidation des Conventions de Genève, tandis que l'avocat général de la marine américaine Alberto Mora a fait campagne en interne contre ce qu'il considérait comme le « raisonnement juridique catastrophiquement médiocre » et l'extrémisme dangereux des opinions de Yoo. En décembre 2003, le mémo de Yoo sur les techniques d'interrogatoire autorisées, a été rejeté comme légalement non fondé par l'OLC, alors sous la direction de Jack Goldsmith. 
En juin 2004, une autre des notes de service de Yoo sur les techniques d'interrogatoire a été divulguée à la presse, après quoi elle a été rejetée par Goldsmith et l'OLC. Yoo a cité une décision de la Cour suprême de 1873, sur les prisonniers indiens Modoc, où la Cour suprême avait statué que les Indiens Modoc n'étaient pas des combattants légitimes, de sorte qu'ils pouvaient être abattus, à vue, pour justifier son affirmation selon laquelle les individus appréhendés en Afghanistan pouvaient être torturés. 
José Padilla, condamné en janvier 2008 à plus de 20 ans de prison pour ses liens présumés avec Al-Qaïda, a porté plainte au civil contre John Yoo, l'accusant d'être responsable, de par ses mémos, de sa détention jugée anticonstitutionnelle. 
L'administration Obama a cependant décidé, en février 2010, de ne pas infliger de sanctions disciplinaires à Yoo et à Jay Bybee (en), juge à la Cour d'appel pour le 9e circuit et également rédacteur des mémos de la torture.